# برايري دو روشر (إلينوي)
برايري دو روشر (بالإنجليزية: Prairie du Rocher)‏ هي منطقة سكنية تقع في الولايات المتحدة في إلينوي. يقدر عدد سكانها بـ 604 نسمة.

## ديموغرافيا
حسب تعداد السكان في عام 2000, فأن هنالك في برايري دو روشر (إلينوي) 613 نسمة, 240 منزلاً في 160 عائلة يسكنون في القرية.

## الموقع الجغرافي
الموقع الجغرافي للمناطق المحيطة بهذه النقطة هو كالتالي: